# Claudio Barigozzi
Claudio Barigozzi fue un biólogo y genetista italiano (1909 - Lecco, 5 de agosto de 1996)

## Biografía
Docente de genética de la Universidad de Milán (1948), estudioso de los mecanismos de transmisión de los caracteres hereditarios, ha realizado sus investigaciones utilizando como organismos modelo la Drosophila y la Artemia.
Ha sido asesor de instituciones científicas y ha colaborado con el Centro Lombardo per l'incremento della Orto-floro-frutticoltura de Minoprio, Italia.
Como miembro de la Comisión de estudio para la genética del Consejo nacional de investigación de Italia (1961), del Consejo directivo científico del Centro Nazionale per la Genetica de Roma (1963) y de Academias italianas y extranjeras, promovió el estudio de la genética. Sus discípulos incluyen los genetistas Ercole Ottaviano, Giuseppe Gavazzi y Alessandro Camussi.